# 長慶慧稜
長慶慧稜（854年—932年），杭州鹽官（今浙江省嘉興市海寧市）人，俗姓孫氏（《宋高僧傳》作海鹽人）。唐代、五代時期青原系僧人。咸通七年於蘇州通玄寺出家為僧，受具足戒。雪峰義存禪師之法嗣。

## 生平
參學福州靈雲志勤禪師、雪峰義存、玄沙師備諸尊，依止雪峰義存禪師三十年，後嗣其法。慧稜於唐乾符五年（878年）入閩，先拜謁福州怡山西院大安禪師，續訪福州靈雲山的溈仰宗志勤禪師。天祐三年（906年），禪師應受泉州刺史王延彬迎請，住錫泉州招慶寺開法。五代後梁開平三年（909年）移居福州長慶院，後唐長興三年（932年）圓寂。
《祖堂集》載：“師出世二十八年，眾上一千五百人。以長興三年壬辰歲五月十七日遷化，世壽七十九，僧臘六十。師號「超覺大師」。

## 招慶寺
招慶寺（又稱招慶院、紹慶院）的遺址在泉州清源山梅岩。明萬曆《泉州府志》卷之二十四《雜誌》載：“唐天祐中，王延彬始創福先招慶院於北山。後毀於兵”。北山，即泉州清源山。慧稜禪師乃泉州招慶寺的開山祖師，於雪峰義存禪師座下得法的五大弟子之一。在雪峰山參學近30年，後居福州怡山西院，為怡山第四代中興住持，以“長慶慧稜”名世。

## 師承
- 雪峰義存

## 弟子
- 報慈慧朗[1]
- 長慶弘辯
- 新羅龜山
- 青換
- 道匡
- 光雲
- 契訥
- 洪儼
- 常慧
- 石佛靜
- 保安連
- 寶資
- 從欣
- 明遠
- 可隆[3]
- 守玭
- 令含
- 澄靜
- 彥球
- 法瑫
- 咸澤
- 從瓌
- 契盈
- 紹宗
- 懷烈
- 道殷